# PowerCell
PowerCell AB ist ein schwedisches Unternehmen mit Sitz in Göteborg für die Entwicklung und Herstellung von Brennstoffzellen.
PowerCell entstand im Jahr 2008 als Ausgründung von Volvo. Das Unternehmen entwickelt und produziert Brennstoffzellenstacks und Brennstoffzellensysteme im Leistungsbereich zwischen 1 Kilowatt und mehreren Megawatt. Eingesetzt werden diese im Nutzfahrzeug- und Automobilbereich, der Schifffahrt und im stationären Bereich. Die Marktkapitalisierung zum Ende des Jahres 2018 lag bei 1,825 Milliarden SEK. Die Aktie von PowerCell ist gelistet im Index Nasdaq First North. Im November 2019 gab PowerCell bekannt, dass der deutsche Automobilzulieferer Bosch mit gut 11 Prozent am Unternehmen beteiligt ist.

## Kooperationen
Zusammen mit dem norwegischen Unternehmen Nel ASA und der norwegischen Hexagon Composites gründete PowerCell im September 2017 das Joint Venture Hyon, das zum Ziel hat, insbesondere im maritimen Bereich brennstoffzellenbetriebene Fahrzeuge zu etablieren. Im Jahr 2018 wurde mit dem deutschen Technologiekonzern Siemens die Entwicklung brennstoffzellenbasierter Energiesysteme für Schiffe vereinbart. Ab 2021 soll die erste von vier wasserstoffbetriebenen Fähren der norwegischen Havyard Group fahren. PowerCell entwickelt für den Schiffsantrieb ein Brennstoffzellensystem mit einer elektrischen Leistung von 3,2 MW je Fähre. Mit dem italienischen Schiffbauunternehmen Fincantieri wurde 2020 die Lieferung eines Brennstoffzellensystems zu Testzwecken vereinbart. Gemeinsam mit Bosch will PowerCell ab 2022 für Nutzfahrzeuge und PKW Brennstoffzellen in Serie fertigen. Ab 2022 sollen die von Bosch unter Lizenz von PowerCell produzierten Brennstoffzellen in den Lastwagen des Unternehmens Nikola Motors zum Einsatz kommen. Neben dem Deutschen Zentrum für Luft- und Raumfahrt, dem deutschen Automobilzulieferer Brose und weiteren Konsortialpartnern wirkt PowerCell am EU-Forschungsprojekt INN-Balance mit. Im Rahmen dieses Projektes sollen zuverlässigere, effizientere und günstigere Brennstoffzellensysteme für Fahrzeuge entwickelt werden.

## Wettbewerber
Wettbewerber von PowerCell im Bereich der Brennstoffzellen sind unter anderem
- Ballard Power Systems, Kanada
- ElringKlinger, Deutschland
- Hydrogenics, Kanada
- Plug Power, USA
- Proton Motor, Deutschland
- SFC Energy, Deutschland
- Toyota, Japan
- UTC Fuel Cells, USA
- Cellcentric, Deutschland